# Olga Wikström
Olga Anna Emilia Wikström, född 2 februari 1905 i Östra Ämterviks församling, Värmlands län, död 7 april 1988 i Karlstad, var en svensk barn- och ungdomsförfattare och lärare. 
Wikström, dom var dotter till en handlande, avlade småskollärarexamen 1925. Hennes böcker handlade oftast om utsatta barn och ungdomar med problem. Hennes största framgångar kom med "Sverreböckerna" som utkom 1967–1971. Hon vann även Litteraturfrämjandets stipendium 1967 för sitt arbete med barn- och ungdomslitteratur.